# Lincoln (Massachusetts)
Pour les articles homonymes, voir Lincoln.
Lincoln est une ville du comté de Middlesex dans le Massachusetts aux États-Unis. La ville fait partie de l'Aire métropolitaine de Boston à une vingtaine de kilomètres ouest-nord-ouest du centre-ville.
La Hanscom Air Force Base et le Minute Man National Historical Park sont situés à proximité.

## Personnalités liées à Lincoln
- L'évêque Barbara Harris y est morte en 2020.